# سید محمود روحانی
آقا سید محمود روحانی (۱۲۵۵رشت - ۱۳۲۳ قزوین) از مجتهدان بنام گیلان از دوره مشروطه تا پهلوی، قاضی و نماینده مجلس شورای ملی بود. 
پدرش حاج سیّد محمّد از روحانیون رشت و نوه دختری ملا رفیع شریعتمدار بود.  پس از تحصیل مقدّمات در رشت به عتبات عالیات رفت و در نجف نزد میرزا حبیب‌الله رشتی از مراجع تراز اوّل آن زمان تحصیل کرد. پس از أخذ اجتهاد به رشت بازگشت و با دختر حاج ملا محمد خمامی مجتهد تراز اول گیلان از عصر ناصری تا دوره مشروطه ازدواج کرد. در آغاز به پیروزی از پدر همسرش با مشروطه مخالف و در شمار رؤسای مستبدین گیلان بود ولی بعداً تغییر روش داد و با مشروطه‌خواهان همکاری کرد و بین عامه مردم مقبولیتی یافت. وی وارد تشکیلات تازه تأسیس عدلیه شد و به شغل قضاوت اشتغال یافت، مدتی نیز ریاست عدلیه گیلان را عهده‌دار بود. 
سید محمود روحانی در انتخابات دوره هفتم مجلس شورای ملی در سال ١٣٠٧ به نمایندگی رشت انتخاب شد. او به عنوان سالخورده‌ترین نماینده در نخستین جلسه مجلس، رئیس سنی بود. در جلسه سوم که برای ریاست مجلس انتخابات شد، او هم نامزد شد اما تنها دو رأی آورد  و در طول دوره نمایندگی‌اش عضو کمیسیون عدلیه بود. 
سید محمود روحانی در سال ۱۳۲۳ هنگام بازگشت از سفر عتبات در قزوین بیمار شد و همان‌جا درگذشت. فرزندانش عبارت بودند از: حاج سیّد محمّد روحانی (از رؤسای دراویش گیلان)؛ سپهبد علی محمّد روحانی (از امرای ارتش شاهنشاهی) و چند دختر که همسران آقا شیخ اسدالله رضا، ابراهیم آقا رفیع، و آقای دهقان شدند. 

## تالیفات
- کتاب تسویه حقوق
- شرح رساله الدما الثلاثه
- شرح الروضه البهیه
- حاشیه علی معالم الاصول